# Ermesinde I van Namen
Ermesinde I van Namen (ca. 1080 - 24 juni 1143) was, als dochter van Koenraad I van Luxemburg en door het uitsterven van alle mannelijke familieleden, erfgename van het graafschap Luxemburg en van Longwy.  Ze droeg echter het bestuur vrijwel meteen over aan haar zoon Hendrik I van Namen zodat ze niet daadwerkelijk heeft geregeerd. Zij is vooral bekend door een aantal schenkingen aan kerken en kloosters. Tegen het eind van haar leven trok Ermesinde zich terug in een klooster.

## Eerste huwelijk
Ermesinde trouwde in 1096 met Albert van Moha (ca. 1065 - 24 augustus 1098), graaf van Dagsburg, Eguisheim, Metz en Moha, voogd van Altorf. Albert was in zijn eerste huwelijk getrouwd geweest met Heilwig van Dagsburg en Eguisheim. Uit dat huwelijk was een zoon Hugo geboren die hem zou opvolgen. Albert en Ermesinde kregen twee dochters:
- Mathilde (ovl. na 1157), gehuwd met Folmar, graaf van Metz en Hombourg (Frankrijk), stichter van de abdij van Beaupré (1135)
- onbekende dochter, gehuwd met een graaf "Aiulf", alleen bekend uit een oorkonde van Ermesinde uit 1124 waarin haar kleinzoon Eberhard, "zoon van graaf Aiulf" wordt genoemd.

Van Albert zijn de volgende voorouders bekend:
- Hendrik I van Egisheim (ca. 1030 - 28 juni 1063) en een onbekende dochter van Albert van Moha (ca. 1005 - na 1040). Hendrik was graaf van de Elzasser Nordgau, Egisheim en Dagsburg, en voogd van Sainte-Croix-en-Plaine. Hij had een slepend geschil over jachtrechten met de bisschop van Straatsburg, waarover door keizer Hendrik III en door keizer Hendrik IV uitspraken werden gedaan.
  - Hugo VII van Dagsburg (ca. 1000 - 1046/1049) en Mathilde. Broer van paus Leo IX. In 1030 werd hij aangevallen door Ernst II van Zwaben die zijn bezittingen verwoestte, met als doel om Hugo te elimineren als bedreiging voor zijn veldtocht naar Bourgondië.
    - Hugo VI van Eguisheim (ca. 970 - 1049) en Heilwich van Dagsburg (ca. 980 - 1046)
      - Hugo V van de Nordgouw (ca. 935 - tussen 974 en 986) en een onbekende dochter van ene Gerard
        - Eberhard IV van de Nordgau (ca. 910 - 18 december 973) en Luitgard van Lotharingen (ca. 910 - na 8 april 960). Eberhard was graaf van de Elzasser Nordgau en stichter van het klooster van Altorf. Luitgard was weduwe van Adalbart van Metz, zij schonk op 8 april 960 haar bezittingen aan de Sint-Maximinusabdij te Trier, voor het zielenheil van haar ouders, echtgenoten en kinderen en ter delging van haar eigen zonden.
          - Hugo III in de Nordgau (ca. 880 - 940) en Hildegard van Ferrette (ca. 890 - voor 940). Hugo was graaf in de Nordgouw, Elzas, Eguisheim, Ortenau, Argau, Hohenberg, en voogd van de abdij Lure. Na het overlijden van zijn vrouw werd hij monnik.
            - Eberhard III van de Nordgau

          - Wigerik en Kunigunde van de Ardennen

      - Lodewijk van Dagsburg (ca. 950 - ca. 1015)

## Tweede huwelijk
In 1109 hertrouwde Ermesinde met Godfried van Namen, een zoon van Albert III van Namen. Godfried was in zijn eerste huwelijk getrouwd geweest met Sybille van Porcien. Met haar kreeg hij twee dochters maar Sybille verliet Godfried toen ze zwanger werd van haar minnaar Engelram I van Coucy. Het paar scheidde in 1104.
Godfried en Ermesinde kregen de volgende kinderen:
- Albert (ovl. na 1125)
- Hendrik I van Namen
- Clemencia, gehuwd met Koenraad van Zähringen.
- Beatrix (ca. 1115 - 1160), gehuwd met Ithier van Rethel
- Adelheid (1124 - eind juli 1169), gehuwd met Boudewijn IV van Henegouwen

## Voorouders
| Voorouders van Ermesinde I van Namen | Voorouders van Ermesinde I van Namen                                                  | Voorouders van Ermesinde I van Namen                                                  | Voorouders van Ermesinde I van Namen                                      | Voorouders van Ermesinde I van Namen                                      | Voorouders van Ermesinde I van Namen                                         | Voorouders van Ermesinde I van Namen                                         | Voorouders van Ermesinde I van Namen                                         | Voorouders van Ermesinde I van Namen                                         |
| ------------------------------------ | ------------------------------------------------------------------------------------- | ------------------------------------------------------------------------------------- | ------------------------------------------------------------------------- | ------------------------------------------------------------------------- | ---------------------------------------------------------------------------- | ---------------------------------------------------------------------------- | ---------------------------------------------------------------------------- | ---------------------------------------------------------------------------- |
| Overgrootouders                      | Frederik van Luxemburg (1007-1059) ∞ 995 Irmtrud van de Wetterau (ca. 978 - ca. 1020) | Frederik van Luxemburg (1007-1059) ∞ 995 Irmtrud van de Wetterau (ca. 978 - ca. 1020) | ? (-) ∞ ? (-)                                                             | ? (-) ∞ ? (-)                                                             | Willem V van Aquitanië (969-1030) ∞ Agnes van Mâcon (995–1068)               | Willem V van Aquitanië (969-1030) ∞ Agnes van Mâcon (995–1068)               | Adalbert van Lotharingen (1000-1048) ∞ Clemenia van Foix (-)                 | Adalbert van Lotharingen (1000-1048) ∞ Clemenia van Foix (-)                 |
| Grootouders                          | Giselbert van Luxemburg (1007-1059) ∞ ? (-)                                           | Giselbert van Luxemburg (1007-1059) ∞ ? (-)                                           | Giselbert van Luxemburg (1007-1059) ∞ ? (-)                               | Giselbert van Luxemburg (1007-1059) ∞ ? (-)                               | Willem VII van Aquitanië (1023-1058) ∞ Ermesinde van Lotharingen (1025-1058) | Willem VII van Aquitanië (1023-1058) ∞ Ermesinde van Lotharingen (1025-1058) | Willem VII van Aquitanië (1023-1058) ∞ Ermesinde van Lotharingen (1025-1058) | Willem VII van Aquitanië (1023-1058) ∞ Ermesinde van Lotharingen (1025-1058) |
| Ouders                               | Koenraad I van Luxemburg (1040–1086) ∞ Clementia van Poitiers (1045-1142)             | Koenraad I van Luxemburg (1040–1086) ∞ Clementia van Poitiers (1045-1142)             | Koenraad I van Luxemburg (1040–1086) ∞ Clementia van Poitiers (1045-1142) | Koenraad I van Luxemburg (1040–1086) ∞ Clementia van Poitiers (1045-1142) | Koenraad I van Luxemburg (1040–1086) ∞ Clementia van Poitiers (1045-1142)    | Koenraad I van Luxemburg (1040–1086) ∞ Clementia van Poitiers (1045-1142)    | Koenraad I van Luxemburg (1040–1086) ∞ Clementia van Poitiers (1045-1142)    | Koenraad I van Luxemburg (1040–1086) ∞ Clementia van Poitiers (1045-1142)    |
| Ermesinde I van Namen (1080-1143)    |                                                                                       |                                                                                       |                                                                           |                                                                           |                                                                              |                                                                              |                                                                              |                                                                              |